# Смиттаун
Смиттаун е град в окръг Съфолк, Ню Йорк, на северния бряг на Лонг Айлънд. Той е част от столичния район на Ню Йорк. Населението му е 116 296 души при преброяването през 2020 г.

## История
Земята, на която се намира градът, първоначално е собственост на индианците от племето нисеквог.
Днешният град е основан от Ричард Смит, който купува земята от английския заселник Лайън Гардинър през 1663 г. Гардинър получава земята от вожда на нисеквог в израз на благодарност за спасяването на отвлечената му дъщеря. Колониалният губернатор Ричард Николс признава продажбата едва през 1665 г., ратифицирайки официално претенциите на Смит за земята; съответно 1665 г. се приема за дата на основаване на града.
Смиттаун първоначално е основан като „Смитфийлд“.
Smithtown е ограничен от Лонгайлъндския проток на север, Айслип на юг, Брукхейвън на изток и Хънтингтън на запад.

## Известни личности
- Мик Фоли, професионален борец и писател
- Андрю Грос, писател
- Джон Хемпсън, вокалист на „Найн дейс“
- Мелиса Джоун Харт,  актриса
- Майкъл П. Мърфи, военен
- Джон Петручи, китарист на „Дрийм Тиътър“
- Джоди Пико, писателка
- Джей Родригес, актьор във „Великолепната петорка“
- Уилям Уикъм, кмет на Ню Йорк